# Schötmar
Schötmar is een plaats in de Duitse gemeente Bad Salzuflen, deelstaat Noordrijn-Westfalen, en telt 8742 inwoners (2009).